# Grupo Corpo

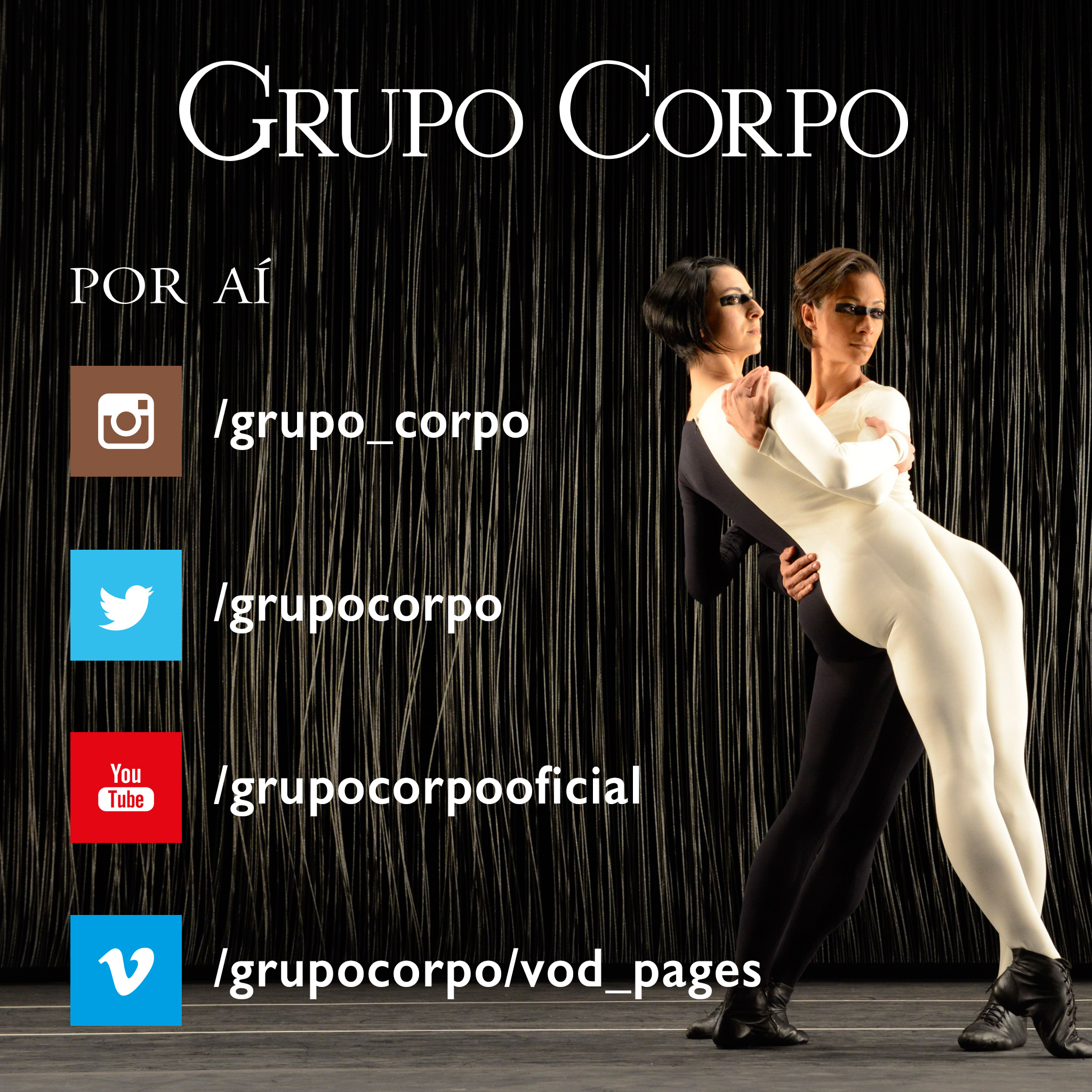
Compañía de danza Grupo Corpo

El grupo Corpo es una compañía de danza contemporánea brasilera, fundada en 1975 por Paulo Pederneiras, en Belo Horizonte, Brasil. 
Sus rutinas se destacan por desafiar los preconceptos de la audiencia en cuanto al ballet y la danza moderna.
La compañía realizó su debut con la obra de ballet Maria Maria, en 1976. La obra con música de Milton Nascimento, libreto de Fernando Brandt y coreografía de Oscar Araiz, estuvo seis años en cartel en catorce países.
Entre 1976 y 1982 la compañía puso seis nuevas obras en escena. Durante la primera fase de la existencia del grupo fue muy importante la influencia de Araiz sobre el trabajo del grupo. Sin embargo las características distintivas y personalidad del grupo fueron principalmente definidas por Paulo Pederneiras, quien era responsable por las escenografías, la iluminación y la dirección artística; y por el bailarín Rodrigo Pederneiras, quien se retiró en 1981 para desempeñarse como coreógrafo de dedicación completa.

## Espectáculos

### Espectáculos con otros coreógrafos
- Maria Maria (1976). Coreógrafo: Oscar Araiz, Música: Milton Nascimento, Roteiros: Fernando Brant. Fue su primer éxito presentada en 14 países y en Brasil hasta 1981.
- Último trem (1980). Coreógrafo: Oscar Araiz.
- Mulheres (1988). Coreógrafo: Suzanne Linke. (en forma extraordinaria, ya que Rodrigo Pederneiras era el coreógrafo principal por esta época).

### Espectáculos de Rodrigo Pederneiras
- Cantares (1978). Primer espectáculo con Rodrigo Pederneiras como coreógrafo.
- Tríptico e Interânea (1981)
- Noturno e Reflexos (1982)
- Sonata (1984)
- Prelúdios (1985)
- Bachiana (1986)
- Carlos Gomes/Sonata (1986)
- Canções (1987)
- Duo (1987)
- Pas du Pont (1987)
- Schumann Ballet (1988)
- Rapsódia (1988)
- Uakti (1988)
- Missa do Orfanato (1989)
- A Criação (1990), basada en el oratorio  de Joseph Haydn
- Três Concertos (1991), con música de Telemann
- Variações Enigma (1991) con música de Edward Elgar
- 21 (1992), con música de Marco Antônio Guimarães interpretada por el grupo Uakti
- Nazareth (1993), con música de Ernesto Nazareth, inspirado en la literatura de Machado de Assis
- Sete ou Oito peças para um Ballet (1994), con música de Philip Glass y arreglos de Marco Antônio Guimarães
- Bach (1996), con música de Bach y arreglos de Marco Antônio Guimarães
- Parabelo (1997), con música de Tom Zé y José Miguel Wisnik
- Benguelê (1998), con música de João Bosco y Debussy
- O Corpo (2000), con música de Arnaldo Antunes
- Santagustin (2002), con música de Tom Zé y Gilberto Assis interpretadas por las cantantes Tetê Espíndola y Vange Milliet
- Lecuona (2004), con música de Ernesto Lecuona
- Onqotô (2005), con música de Caetano Veloso y José Miguel Wisnik
- Breu (2007), con música de Lenine
- Sem Mim (2011),[3] con música de Carlos Núñes y José Miguel Wisnik (sobre obra de Martín Codax)[4]
- Triz (2013), com música de Lenine
- Suíte Branca (2015) e Dança Sinfônica (2015), con música de Samuel Rosa y Marco Antônio Guimarães[5]